# Resolutie 1181 Veiligheidsraad Verenigde Naties
Resolutie 1181 van de Veiligheidsraad van de Verenigde Naties werd unaniem door de VN-Veiligheidsraad aangenomen op 13 juli 1998.

## Achtergrond
In Sierra Leone waren al jarenlang etnische spanningen tussen verschillende bevolkingsgroepen. In 1978 werd het een eenpartijstaat met een regering die gekenmerkt werd door corruptie en wanbeheer van onder meer de belangrijke diamantmijnen. Intussen was in buurland Liberia al een bloedige burgeroorlog aan de gang, en in 1991 braken ook in Sierra Leone vijandelijkheden uit. In de volgende jaren kwamen twee junta's aan de macht, waarvan vooral de laatste een schrikbewind voerde. Zij werden eind 1998 met behulp van buitenlandse troepen verjaagd, maar begonnen begin 1999 een bloedige terreurcampagne. Pas in 2002 legden ze de wapens neer.

## Inhoud

### Waarnemingen
De overheid van Sierra Leone probeerde de vrede in het land te herstellen en tot verzoening te komen. De voortdurende aanvallen van rebellen veroorzaakten echter veel doden en een vluchtelingenstroom.

### Handelingen
De Veiligheidsraad veroordeelde het verzet van de afgezette junta en de RUF tegen de legitieme regering en het geweld tegen de bevolking. Secretaris-generaal Kofi Annan stelde voor om een VN-waarnemingsmissie te sturen. De Raad besloot die UNOMSIL-missie op te richten gedurende zes maanden, tot 13 januari 1999, met 70 militaire waarnemers en een kleine medische eenheid. De missie moest toezien op de veiligheidssituatie in het land, de ontwapening van ex-strijders, de mensenrechten en de vrijwillige ontwapening van de CDF. Aan het hoofd van de missie kwam de speciale gezant van de secretaris-generaal. Die laatste was nog van plan stappen te ondernemen tegen de wapens die Sierra Leone binnenkwamen. Sierra Leone zelf ging iets doen voor de kinderen die door het conflict werden getroffen.

## Verwante resoluties
- Resolutie 1162 Veiligheidsraad Verenigde Naties
- Resolutie 1171 Veiligheidsraad Verenigde Naties
- Resolutie 1220 Veiligheidsraad Verenigde Naties (1999)
- Resolutie 1231 Veiligheidsraad Verenigde Naties (1999)

Lijst ·  1147 ·  1148 ·  1149 ·  1150 ·  1151 ·  1152 ·  1153 ·  1154 ·  1155 ·  1156 ·  1157 ·  1158 ·  1159 ·  1160 ·  1161 ·  1162 ·  1163 ·  1164 ·  1165 ·  1166 ·  1167 ·  1168 ·  1169 ·  1170 ·  1171 ·  1172 ·  1173 ·  1174 ·  1175 ·  1176 ·  1177 ·  1178 ·  1179 ·  1180 ·  1181 ·  1182 ·  1183 ·  1184 ·  1185 ·  1186 ·  1187 ·  1188 ·  1189 ·  1190 ·  1191 ·  1192 ·  1193 ·  1194 ·  1195 ·  1196 ·  1197 ·  1198 ·  1199 ·  1200 ·  1201 ·  1202 ·  1203 ·  1204 ·  1205 ·  1206 ·  1207 ·  1208 ·  1209 ·  1210 ·  1211 ·  1212 ·  1213 ·  1214 ·  1215 ·  1216 ·  1217 ·  1218 ·  1219